# Maria I của Sicilia
Maria I của Sicilia (2 tháng 7 năm 1363 – 25 tháng 5 năm 1401) là Nữ vương Sicilia và Công tước xứ Athens và Neopatria từ năm 1377 cho đến khi qua đời.